# Thai League Cup
Thai League Cup (tiếng Thái: ไทยลีกคัพ) là giải bóng đá thể thức đấu cúp ở Thái Lan. Giải đấu do Toyota tài trợ nên còn có tên là Toyota Thai League Cup.
Giải đấu được hình thành từ mùa bóng 2010 ở Thái Lan và nó diễn ra song song giống như Thai FA Cup chỉ khác những trần đấu ở các vòng đầu tiên sẽ chia ra thi đấu tại khu vực địa lý chứ không diễn ra chung trên toàn lãnh thổ Thái Lan.

## Các trận chung kết
| Năm     | Vô địch                              | Tỉ số                               | Á quân                              | Sân vận động              |
| ------- | ------------------------------------ | ----------------------------------- | ----------------------------------- | ------------------------- |
| 1987    | Royal Thai Air Force                 |                                     |                                     |                           |
| 1988    | Bangkok Bank                         |                                     |                                     |                           |
| 1989    | Royal Thai Police                    |                                     |                                     |                           |
| 1990    | Bangkok (Osotsapa + Royal Thai Navy) |                                     |                                     |                           |
| 1991    | Royal Thai Police                    |                                     |                                     |                           |
| 1992    | Krung Thai Bank                      |                                     |                                     |                           |
| 1993    | Royal Thai Police                    |                                     |                                     |                           |
| 1994    | Royal Thai Air Force                 |                                     |                                     |                           |
| 2010    | Thai Port                            | 2: 1                                | Buriram PEA                         | Sân vận động Supachalasai |
| 2011    | Buriram United                       | 2: 0                                | Thai Port                           | Sân vận động Supachalasai |
| 2012    | Buriram United                       | 4: 1                                | Ratchaburi Mitr Phol                | Sân vận động Thammasat    |
| 2013    | Buriram United                       | 2: 1                                | Ratchaburi Mitr Phol                | Sân vận động Thammasat    |
| 2014    | BEC Tero Sasana                      | 2: 0                                | Buriram United                      | Sân vận động Supachalasai |
| 2015    | Buriram United                       | 1: 0                                | Sisaket                             | Sân vận động Supachalasai |
| 2016    | Buriram United và Muangthong United  | Buriram United và Muangthong United | Buriram United và Muangthong United | Sân vận động Supachalasai |
| 2017    | Muangthong United                    | 2:0                                 | Chiangrai United                    | Sân vận động Supachalasai |
| 2018    | Chiangrai United                     | 1:0                                 | Bangkok Glass                       | Sân vận động Thammasat    |
| 2019    | PT Prachuap                          | 1:1 (s.h.p.) (8:7 p)                | Buriram United                      | Sân vận động SCG          |
| 2021–22 | Buriram United                       | 4–0                                 | PT Prachuap                         | Sân vận động BG           |
| 2022–23 | Buriram United                       | 2–0                                 | BG Pathum United                    | Sân vận động Thunderdome  |
| 2023–24 | BG Pathum United                     | 1–0                                 | Muangthong United                   | Sân vận động Thammasat    |

## Điều lệ
Thai League Cup là giải đấu mở của tất các các đội bóng thuộc Hiệp hội bóng đá Thái Lan và Thai Premier League. Giải đấu sẽ chia làm 8 vòng đấu, ở các vòng đấu đầu tiên sẽ thi đấu thể thức 1 trận, từ vòng bán kết sẽ đá lượt đi, lượt về trên sân nhà/ sân khách. Trận chung kết nếu hóa ở các hiệp chính sẽ tiến hành đá hiệp phụ, sau đó nếu chưa giải quyết được thắng thua thì sẽ bước vào các loạt thi đấu luân lưu.
Đội vô địch của Thai League Cup sẽ nhận được cờ, cúp, tiền thưởng và xuất tham dự Cúp Mê Kông và Toyota Premier Cup.